# Bruce-Est
Pour les articles homonymes, voir Bruce.
Bruce-Est fut une circonscription électorale fédérale de l'Ontario, représentée de 1882 à 1904.
La circonscription de Bruce-Est a été créée en 1882 avec des parties de Bruce-Nord et de Bruce-Sud, ce qui permit de créer également Bruce-Ouest. Abolie en 1903, elle fut redistribuée parmi Bruce-Nord et Bruce-Sud.

## Géographie
En 1867, la circonscription de Bruce-Est comprenait:
- Les cantons de Culross, Greenock, Brant et Carrick
- La ville de Walkerton
- Le village de Teeswater

## Députés
1. 1882-1887 — Rupert Mearse Wells, PLC
2. 1887-1891 — Henry Cargill, CON
3. 1891-1892 — Reuben Truax, PLC
4. 1892-1904 — Henry Cargill, CON (2)
5. 1904-1904 — James J. Donnelly, CON

- CON = Parti conservateur du Canada (ancien)
- PLC = Parti libéral du Canada